# سیارک ۹۴۳۰
سیارک ۹۴۳۰ (به انگلیسی: 9430 Erichthonios، نامگذاری:1996HU10) نه هزار و چهارصد و سیمین سیارک کشف شده‌است که در ۱۷ آوریل ۱۹۹۶ کشف شد.
قدر مطلق سیارک برابر ۱۰۷.۰ است.